# Bisi bele bath
Bisi bele bhath (kannada : ಬಿಸಿ ಬೇಳೆ ಬಾತು) ou bisi bele huliyanna (ಬಿಸಿಬೇಳೆಹುಳಿಯನ್ನ) est un plat épicé à base de riz, de lentilles et de légumes originaire de l'État du Karnataka, en Inde. On raconte qu'il est originaire du palais de Mysore et il a fallu cent ans pour que le plat sorte de l'endroit et encore deux cents ans pour se répandre dans l'État du Karnataka.

## Préparation

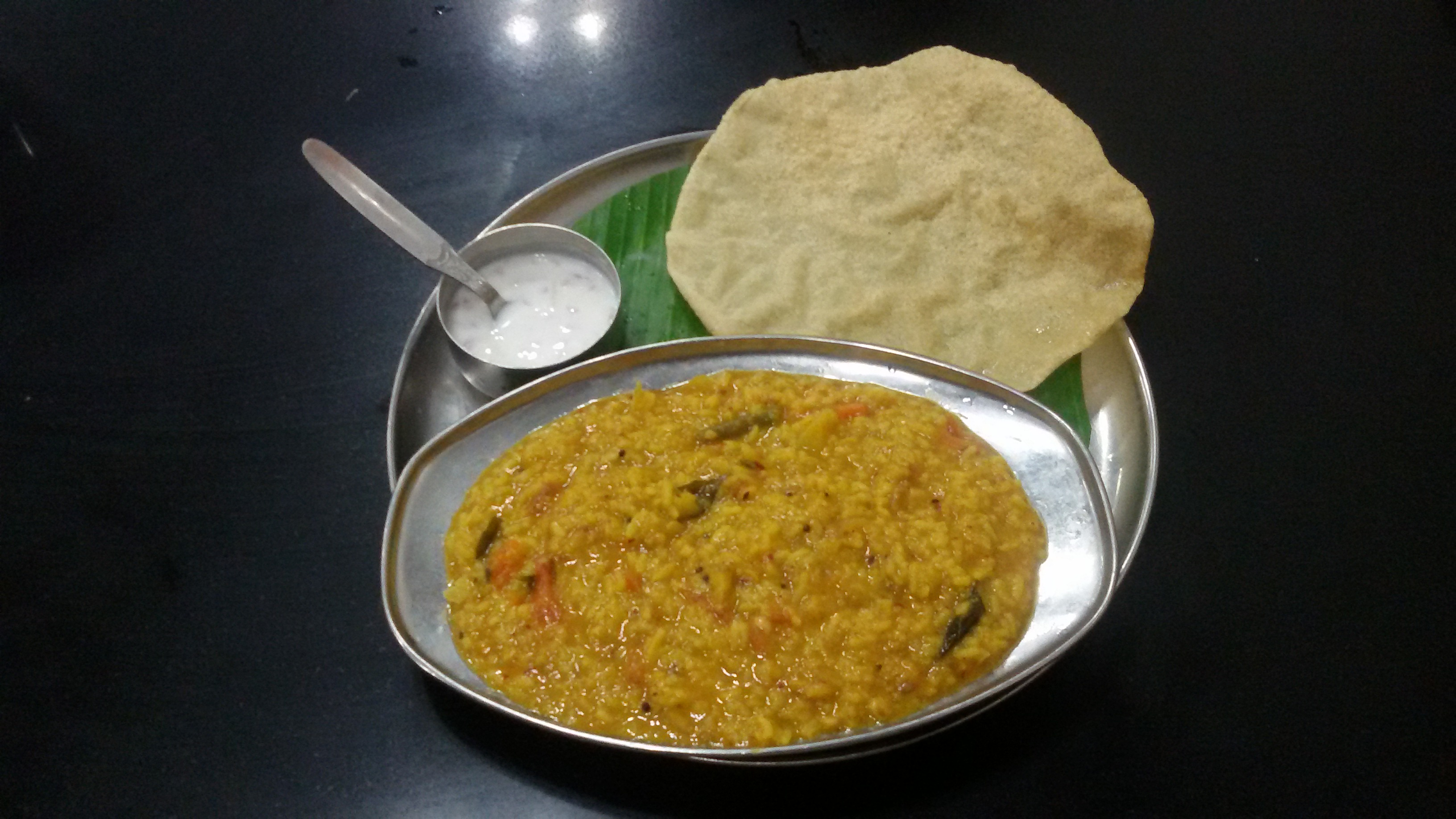
Bisi bele bhaath servi avec du raita et happala (papad).

La préparation traditionnelle de ce plat est assez élaborée et implique l'utilisation de masala épicé (huliyanna), de toor dal (un type de lentille), de riz, de ghee et de légumes comme des carottes, des pommes de terre, des petits pois, des haricots ou des oignons. Des épices comme la noix de muscade, l'asafoetida, les feuilles de curry et la pulpe de tamarin contribuent à sa saveur et à son goût uniques. Certaines versions du plat sont préparées avec jusqu'à une trentaine d'ingrédients.
Il est servi chaud et parfois consommé avec du chutney, du boondi, de la salade, du papad ou des chips. Ce plat se trouve couramment dans les restaurants qui servent la cuisine udupi. Le masala utilisé est disponible dans le commerce.